# 歐博理
歐博理 OBC KC（；1940年—），加拿大政治人物、律師和法官，2005至2009年間擔任卑詩省律政廳長兼專責多元文化事務廳長，同期以卑詩自由黨黨員身份出任卑詩省議會溫哥華菲沙圍選區議員。

## 早年生活及事業
歐博理於卑詩省溫哥華出生，為家中兩名兒子中的長子，父母從印度移民加拿大。他父親與合夥人在溫哥華島鄧肯以西的科威恰湖（Lake Cowichan）一帶創立鋸木場，一家遂遷居當地。他十歲時父親去世，母親此後任職管家維生。他於科威恰湖中學就讀，期間曾任學生會主席，1958年從該校畢業後曾任職電台播音員。他其後考入卑詩大學並在鋸木場工作以幫補學費，1963年從該校獲取文學士學位，再於1966年從該校法學院畢業。他於1967年獲取卑詩省律師資格，之後加入私人律師事務所任職刑事法律師，1970年代中則與友人在南溫哥華自設律師事務所。
在時任卑詩最高法院首席法官麥伊肯（Allan McEachern）提攜下，歐博理於1981年獲任為溫哥華縣法院法官，1985年改任卑詩最高法院法官，2003年則改任卑詩上訴法院法官。他從1992年6月起主導一個審視卑詩省警察事務的調查委員會，並於1994年發表報告，觸發省內警政數項變革。

## 從政
他憶述曾於某場合被前總理馬田游說，代表聯邦自由黨競逐國會下議院議席，但當時他希望有充份時間陪伴家人為由而婉拒。其後他則接納卑詩自由黨黨魁金寶爾招攬，取代莊信德於2005年省選代表該黨競逐卑詩省議會溫哥華菲沙圍選區議席。他於同年5月省選當選該區省議員，同年6月則獲任為卑詩省律政廳長和專責多元文化事務廳長，成為繼杜新志後該省第二位印裔律政廳長，並同時成為御用大律師。
他於2009年省選中改到他家居所屬的三角洲南選區競選。自由黨省政府計劃在該區興建高壓電纜惹來爭議，並影響歐博理選情，在5月12日省選當晚他僅以兩票領先獨立候選人亨廷頓（Vicki Huntington）。當局進行選票重點後，則於同月26日宣布亨廷頓以32票之差擊敗歐博理。兩者得票之差少於三角洲南選區在該屆省選總投票人數的五百分之一，因此依法需再進行重點，結果為亨廷頓勝出。

## 離開政治
卑詩省政府於2010年就羅伯特·皮克頓連環謀殺案成立調查委員會，並委派歐博理出任主席。歐博理於2012年12月發表調查報告，並列出63項建議，當中包括向性工作者服務中心提供撥款以讓其可24小時提供緊急服務、以及成立大溫哥華聯合警隊以取代固有大溫數支市鎮警隊和加拿大皇家騎警分局各自為政的局面。
他於2011年至18年間出任卑詩省內陸錦祿市湯姆遜河大學校監，2018年任滿後被名為該校的榮休校監。2019年省政府就素里市脫離皇家騎警自組市警的事宜成立聯合過渡委員會，由歐博理任職主席。
他於2017年獲頒卑詩省勳章。

## 個人及家庭生活
歐博理和妻子育有兩名子女。他於2007年進行例行身體檢查後確診患上前列腺癌，同年3月進行手術後康復。

## 外部連結
- （英文）卑詩省議會網站 歐博理議員簡介 （页面存档备份，存于）